# Puerto Triunfo
Puerto Triunfo est une municipalité située dans le département d'Antioquia, en Colombie.